# Breinigerberg

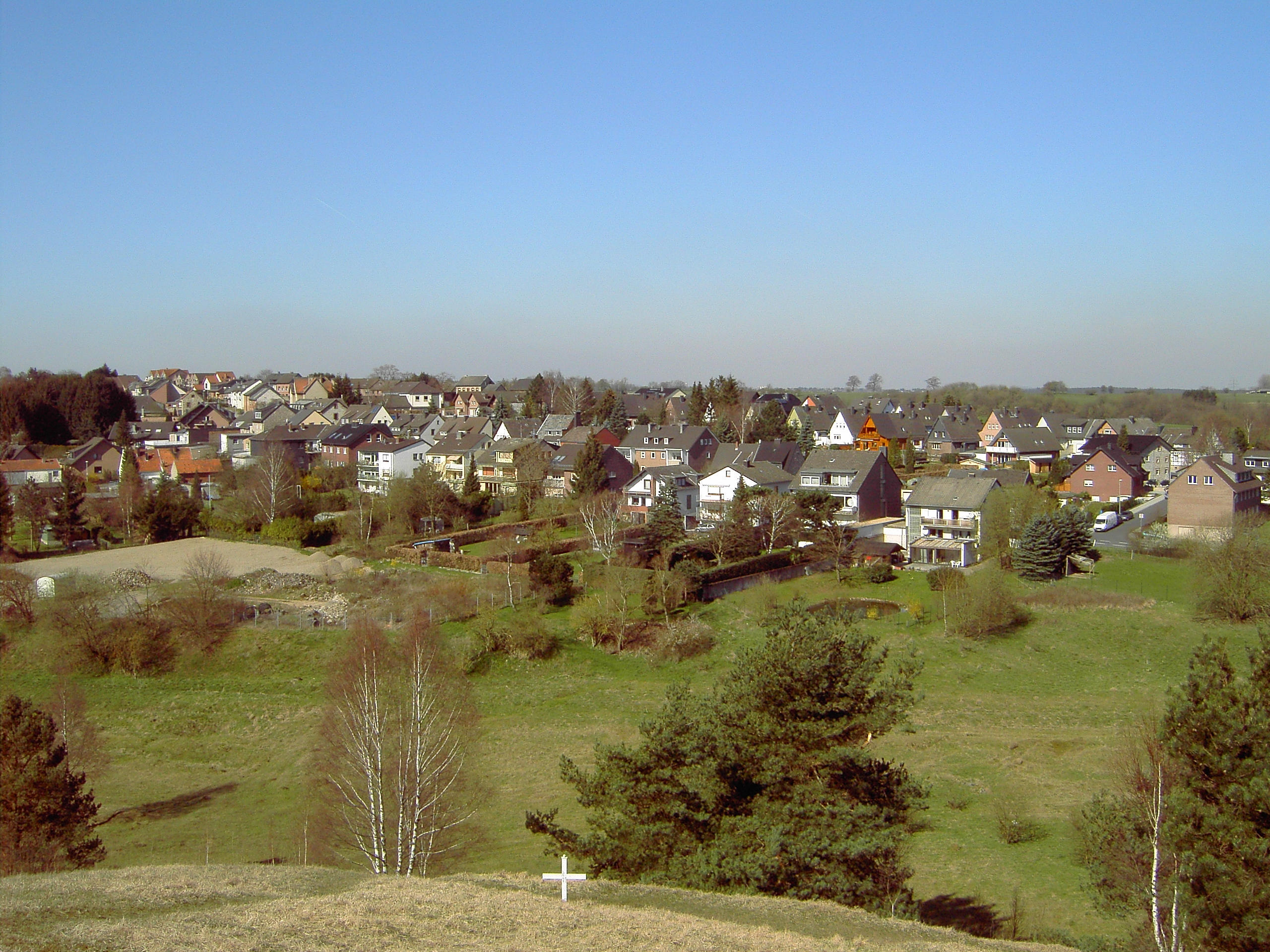
Breinigerberg

Breinigerberg je vesnice v nejzápadnější části Německa, ve spolkové zemi Severní Porýní-Vestfálsko, 14 km východně od Cáchy. Mají 971 obyvatel (2006).